# 1856 في روسيا
فيما يلي قوائم الأحداث التي وقعت خلال عام 1856 في روسيا.

## ظهور
- 1 يناير – بيت النبلاء رواية من تأليف أيفان تورغينيف.

## مواليد

### يونيو
- 14 يونيو – آندريه ماركوف رياضياتي روسي.

### نوفمبر
- 18 نوفمبر – نيكولاي نيكولايفيتش

### ديسمبر
- 11 ديسمبر – جورجي بليخانوف

## وفيات

### فبراير
- 24 فبراير – نيكولاي لوباتشيفسكي (مواليد 1792) رياضياتي روسي.